# 65e cérémonie des David di Donatello
La 65e cérémonie des David di Donatello se déroule le 8 mai 2020.
Initialement prévue le 3 avril 2020, elle a été reportée à cause de la pandémie de Covid-19. La cérémonie, présentée par Carlo Conti, s'est tenue dans un studio, les discours de remerciement se firent par visioconférence.
Le film Le Traître remporte six récompenses dont celles du meilleur film, du meilleur réalisateur, du meilleur scénario original, du meilleur acteur et du meilleur acteur dans un second rôle,.

## Palmarès

### Meilleur film
- Le Traître (Il traditore) de Marco Bellocchio
  - Il primo re de Matteo Rovere
  - Piranhas (La paranza dei bambini) de Claudio Giovannesi
  - Martin Eden de Pietro Marcello
  - Pinocchio de Matteo Garrone

### Meilleur réalisateur
- Marco Bellocchio pour Le Traître (Il traditore)
  - Matteo Garrone pour Pinocchio
  - Claudio Giovannesi pour Piranhas (La paranza dei bambini)
  - Pietro Marcello pour Martin Eden
  - Matteo Rovere pour Il primo re

### Meilleur réalisateur débutant
- Phaim Bhuiyan pour Bangla
  - Igort pour 5 est le numéro parfait (5 è il numero perfetto)
  - Leonardo D'Agostini pour Le Défi du champion (Il campione)
  - Marco D'Amore pour L'immortale
  - Carlo Sironi pour Sole

### Meilleure actrice
- Jasmine Trinca pour La dea fortuna
  - Valeria Bruni Tedeschi pour Les Estivants (I villeggianti)
  - Isabella Ragonese pour Mio fratello rincorre i dinosauri
  - Linda Caridi pour Ricordi?
  - Lunetta Savino pour Rosa
  - Valeria Golino pour Tutto il mio folle amore

### Meilleur acteur
- Pierfrancesco Favino pour Le Traître (Il traditore)
  - Toni Servillo pour 5 est le numéro parfait (5 è il numero perfetto)
  - Alessandro Borghi pour Il primo re
  - Francesco Di Leva pour Il sindaco del Rione Sanità
  - Luca Marinelli pour Martin Eden

### Meilleure actrice dans un second rôle
- Valeria Golino pour 5 est le numéro parfait (5 è il numero perfetto)
  - Anna Ferzetti pour Domani è un altro giorno
  - Tania Garribba pour Il primo re
  - Maria Amato pour Le Traître (Il traditore)
  - Alida Baldari Calabria pour Pinocchio

### Meilleur acteur dans un second rôle
- Luigi Lo Cascio pour Le Traître (Il traditore)
  - Carlo Buccirosso pour 5 est le numéro parfait (5 è il numero perfetto)
  - Stefano Accorsi pour Domani è un altro giorno
  - Fabrizio Ferracane pour Le Traître (Il traditore)
  - Roberto Benigni pour Pinocchio

### Meilleur scénario original
- Marco Bellocchio, Ludovica Rampoldi, Valia Santella Francesco Piccolo pour Le Traître (Il traditore)

### Meilleur scénario adapté
- Maurizio Braucci et Pietro Marcello pour Martin Eden

### Meilleur producteur
- Groenlandia, Gapbusters, Rai Cinema et Roman Citizen pour Il primo re

### Meilleure photographie
- Daniele Ciprì pour Il primo re

### Meilleur musicien
- Orchestra di piazza Vittorio pour Il flauto magico di piazza Vittorio

### Meilleure chanson originale
- Che vita meravigliosa (musique, texte et interprétation de Diodato) pour La dea fortuna

### Meilleur décorateur
- Dimitri Capuani pour Pinocchio

### Meilleurs costumes
- Massimo Cantini Parrini pour Pinocchio

### Meilleur maquilleur
- Dalia Colli et Mark Coulier pour Pinocchio

### Meilleur coiffeur
- Francesco Pegoretti pour Pinocchio

### Meilleur monteur
- Francesca Calvelli pour Le Traître (Il traditore)

### Meilleur son
- Il primo re

### Meilleurs effets visuels
- Rodolfo Migliari et Theo Demeris pour Pinocchio

### Meilleur documentaire
- Selfie de Agostino Ferrente

### Meilleur film étranger
- Parasite de Bong Joon-ho

### David Jeune
- Mio fratello rincorre i dinosauri de Stefano Cipani

### David di Donatello des spectateurs
- Il primo Natale de Ficarra e Picone

### David speciale
- Franca Valeri